# Holving
Holving település Franciaországban, Moselle megyében. Lakosainak száma 1265 fő (2022. január 1.). Holving Le Val-de-Guéblange, Hilsprich, Rémering-lès-Puttelange, Richeling és Sarralbe községekkel határos.

## Népesség
A település népességének változása:
| Lakosok száma | 864  | 972  | 1032 | 1158 | 1257 | 1298 | 1290 | 1283 | 1280 | 1265 |
|               | 1968 | 1982 | 1990 | 2006 | 2013 | 2015 | 2017 | 2019 | 2020 | 2022 |